# Matteo Hallissey
Matteo Hallissey (Bologna, 5 aprile 2003) è un politico italiano, dal 9 febbraio 2025 presidente di +Europa e dall'8 dicembre 2024 presidente dei Radicali Italiani. Di quest'ultimo partito è stato il segretario dal 28 gennaio all'8 dicembre 2024.

## Biografia
Nato a Bologna il 5 aprile 2003 da madre italiana (originaria di Roma) e padre inglese, cresce a Monterenzio, nella provincia bolognese. Dopo aver frequentato il liceo scientifico "Niccolò Copernico" a Bologna, si iscrive alla Facoltà di Scienze politiche all'Università di Bologna.

### Carriera politica
Il suo attivismo politico inizia nel 2021 durante la raccolta firme per il referendum sull'eutanasia promosso dall'Associazione Luca Coscioni e da alcuni partiti politici, tra cui i Radicali Italiani e +Europa, a cui successivamente si iscriverà.
Nel dicembre 2022 si candida per la prima volta a segretario di Radicali Italiani, ottenendo 118 voti, 18 in meno dei 136 ottenuti dal segretario uscente, Massimiliano Iervolino, che viene quindi riconfermato.
Nel 2023 viene eletto membro dell'Assemblea Nazionale di +Europa nella mozione a sostegno della candidatura a segretario del partito di Riccardo Magi, poi eletto.
Nel gennaio 2024, ricandidandosi come segretario dei Radicali Italiani, risulta eletto, diventando il più giovane segretario di un partito politico in Italia. Manterrà l'incarico fino all'8 dicembre successivo, quando al XXIII Congresso del partito, tenutosi a Torino, non ricandidatosi alla carica di segretario, viene eletto presidente. Alla carica di segretario gli succede Filippo Blengino.
Tra l'estate e l'autunno 2024 diventa noto sui social network per le sue iniziative di protesta per la liberalizzazione delle concessioni dei taxi e dei balneari. Per questo motivo, è stato spesso insultato o aggredito durante le sue dimostrazioni.
Alle elezioni regionali in Emilia-Romagna del 2024 è candidato consigliere per la circoscrizione di Bologna nella lista Riformisti per Emilia-Romagna Futura a sostegno di Michele De Pascale; ottiene quindi 1750 preferenze, risultando il più votato della lista, che tuttavia non ottiene nessun seggio.
Nel gennaio 2025 partecipa al IV congresso di +Europa presentando la mozione Eretika!: viene eletto presidente del partito battendo il già segretario Benedetto Della Vedova e succedendo a Emma Bonino.